# Indiziert (Band)
Indiziert ist eine Rechtsrock-Band aus dem schweizerischen Roggwil bzw. Burgdorf, die besonders im Umfeld der rechtsextremen Partei National Orientierter Schweizer (PNOS) aktiv ist.

## Bandmitglieder
Die Rechtsrock-Band Indiziert wurde im Dezember 2001 in Burgdorf gegründet. Ihr Sänger Dominic Lüthard aus Roggwil, genannt "Gixu", ist der Bruder des ehemaligen PNOS Sektionsvorsitzenden Bern. Im April 2006 kandidierte Dominic Lüthard zusammen mit dem Langenthaler PNOS-Stadtrat Tobias Hirschi für den Berner Grossen Rat. Auch die anderen Bandmitglieder Alexander und Cédric Rohrbach aus Burgdorf sowie der Bassist Benjamin Lingg werden der rechtsextremen Szene zugerechnet.

## Veröffentlichungen und Indizierungen
Die Ende 2004 veröffentlichte erste CD "Eidgenössischer Widerstand" wurde durch den Dienst für Analyse und Prävention der Schweiz (DAP) geprüft und für nicht strafbar befunden. Auch die Kantonspolizei Bern bezeichnete die Liedtexte "in der Grauzone" aber nicht strafbar. Von der deutschen Bundesprüfstelle für jugendgefährdende Medien wurde das Album im Oktober 2005 geprüft. Sie kam dabei zum Schluss, dass Lieder und Texte an die nationalsozialistische Rassenlehre anknüpfen und darin zum Kampf gegen "Rassenvermischung" aufgerufen wird. Andere ethnische Gruppen, Nationen oder Glaubensgemeinschaften würden herabgesetzt. Dabei gehe die hetzerische Tendenz über eine blosse Ablehnung hinaus. Weiter schreibt die Behörde: "In den Liedtexten findet sich die während des Nationalsozialismus vertretene Rassenlehre wieder." Wegen der Indizierung (BAnz. Nr. 206 vom 29. Oktober 2005 A) darf die Band in Deutschland nicht mehr für ihre CD werben oder diese über Internet im Land vertreiben.
Zu Beginn des Jahres 2006 brachten die vier "Rechtsrocker" das zweite Album "Marsch auf Bern" raus. Wegen der beiden CDs wurde gegen die Band ein Verfahren eröffnet, welches jedoch Ende 2006 eingestellt wurde. Das Gericht kam zur Auffassung, dass die Texte zwar geschmacklos seien, jedoch nicht gegen die Antirassismus-Strafnorm verstossen. Am 16. Juni 2007 veröffentlichte die Band ihr drittes Album "Die letzte Bastion", wobei die Plattentaufe wieder in Roggwil stattfand.

## Konzerte
Die Band tritt bei Rechtsrock-Konzerten in der Schweiz und im benachbarten europäischen Ausland auf. Ihr erstes offizielles Konzert fand am 31. Januar 2004 zusammen mit der deutschen Rechtsrock-Band Oidoxie in Rohrmoos (Oberburg BE) statt, gefolgt von einem Konzert der Schweizer Hammerskins im luzernischen Wolhusen am 26. Juni 2004. Sie spielten beispielsweise in Bayern auf einer NPD-Wahlveranstaltung vor 200 Personen oder bei dem europaweiten Rechtsrock-Festival Fest der Völker am 11. Juni 2005 im thüringischen Jena vor über 1000 Nationalisten.

## Hausdurchsuchungen im Januar 2006
Nachdem die Band einen Antrag auf Umnutzung einer als Proberaum dienenden Garage in Langenthal in ein Clublokal gestellt hatte, erfolgte im Zusammenhang mit Einsprachen gegen das Umnutzungsvorhaben Anfang Januar 2006 eine Hausdurchsuchung durch die Kantonspolizei Bern. Regierungsstatthalter Martin Lerch wollte damit klären, ob die Aktivitäten der Rockgruppe nicht gegen die bestehende Rechtsordnung verstossen. Es wurden Tonträger, Schriften und Flugblätter sichergestellt, die den Verdacht auf Rassendiskriminierung hervorriefen. Auch dieses Verfahren wurde eingestellt, da keine Widerhandlungen gegen das Antirassismusgesetz festgestellt werden konnten.

## Diskografie
- Eidgenössischer Widerstand, Dezember 2004[1]
- Marsch auf Bern, April 2006
- Die letzte Bastion, Juni 2007
- Das riecht nach Ärger, Juli 2009[2]